# Mata de Plátano, La Huacana
Mata de Plátano är en ort i Mexiko.   Den ligger i kommunen La Huacana och delstaten Michoacán de Ocampo, i den södra delen av landet, 280 km väster om huvudstaden Mexico City. Mata de Plátano ligger 972 meter över havet och antalet invånare är 624.
Terrängen runt Mata de Plátano är kuperad åt sydväst, men åt nordost är den bergig. Runt Mata de Plátano är det glesbefolkat, med 20 invånare per kvadratkilometer. Närmaste större samhälle är La Huacana, 9,8 km väster om Mata de Plátano. I omgivningarna runt Mata de Plátano växer huvudsakligen savannskog.